# 枚方市立藤阪小学校
枚方市立藤阪小学校（ひらかたしりつ ふじさかしょうがっこう）は、大阪府枚方市藤阪南町一丁目にある公立小学校。
地域の宅地開発による児童増加に伴い、従来の枚方市立菅原小学校・枚方市立田口山小学校の2校の校区を分離再編し、1981年に現在地に新設開校した。校章は「藤阪の文字をつつむ登り藤」。藤阪に育つ子らが元気にたくましく、 仲間と共にすくすく育ってほしいと願う気持ちが込められている。

## 施設
- 規模・構造：教室棟（RC3F）、管理棟（RC2F）
- 敷地面積：19,232㎡
- 保有教室：普通教室30室、特別教室5室
- 体育館：1
- プール：大プール1、小プール1
- 給食調理場：1棟（302㎡）

## 沿革
- 1981年（昭和56年）
  - 4月1日 - 枚方市立藤阪小学校が竣工。田口山小学校、菅原小学校からり分離し開校
  - 8月1日 - プール竣工
- 1982年（昭和57年）2月10日 - 創立記念日・校歌制定発表会
- 1987年（昭和62年）9月30日 - 運動場全面改修整地完了
- 1989年（平成元年）3月31日 - 農具倉庫完成
- 1991年（平成3年）3月31日 - 飼育小屋完成、焼却炉改修完了
- 1999年（平成11年）2月15日 - 放送設備全面改修
- 2001年（平成13年）4月1日 - 通学区域の変更により、長尾谷町3丁目が通学区域となる
- 2002年（平成14年）12月 - 焼却炉を撤去
- 2003年（平成15年）3月 - 教室棟屋上・北側外壁補修・塗装工事完了
- 2004年（平成16年）6月 - 正門（脇）電気オートロック設置
- 2005年（平成17年）12月 - 枚方市菊花展にて「教育長賞」受賞
- 2007年（平成19年）4月 - 通学区域の変更により藤阪天神町が通学区域となる

## 通学区域
- 枚方市 長尾谷町3丁目（一部を除く）、藤阪西町、藤阪南町1丁目・2丁目、藤阪元町1丁目-3丁目、藤阪天神町（一部を除く）、山田池南町（一部）、藤阪南町3丁目（一部）、王仁公園（一部）。

卒業生は2010年より全員枚方市立杉中学校へ進学する。
長尾谷町3丁目（田口山より）、藤阪天神町（菅原東より）は2000年に校区変更で藤阪小学校校区となった。

## 交通
片町線（学研都市線） 藤阪駅 西へ約400m。